# Hôtel de Beaune-Semblançay
L'hôtel de Beaune-Semblançay est un ancien hôtel particulier du XVe siècle et XVIe siècle situé à Tours dans le Vieux-Tours, un des rares vestiges de l’architecture Renaissance de la ville.
Ce bâtiment fait l’objet d’un classement au titre des monuments historiques depuis les 9 août 1941 et 21 octobre 1947.
Il fut construit pour Jacques de Beaune, baron de Semblançay, surintendant des finances de François Ier.

## Localisation
L'hôtel de Beaune-Semblançay se trouve dans la partie nord de Tours, proche de la rive gauche de la Loire, au cœur d'un îlot circonscrit par les rues Nationale et Jules-Favre d'une part, Berthelot et Colbert d'autre part. Dans cet îlot appelé jardin de Beaune-Semblançay se trouve également la fontaine de Beaune-Semblançay.

## Histoire de l'hôtel

### Les phases de construction de l'hôtel
La construction de l'hôtel de Beaune-Semblançay s'est opérée en plusieurs étapes et de manière non linéaire, certains corps de bâtiments ayant été construits indépendamment avant d'être reliés entre eux,.

#### Logis de Jean de Beaune
Cette partie de l'hôtel est attestée dès 1468; elle occupe l'angle nord-ouest du futur hôtel. Le fils de Jean de Beaune, Jacques, en hérite en 1486.

#### Logis de Jacques de Beaune
Une fois propriétaire de l'hôtel, Jacques de Beaune décide de l'agrandir en faisant construire dans la partie ouest, vers 1506, un logis qui porte son nom.

#### Logis de Dunois
Cet hôtel, déjà construit dans l'angle nord-est du site, est donné à Jacques de Beaune par Louise de Savoie en 1517.

#### Extensions décidées par Jacques de Beaune

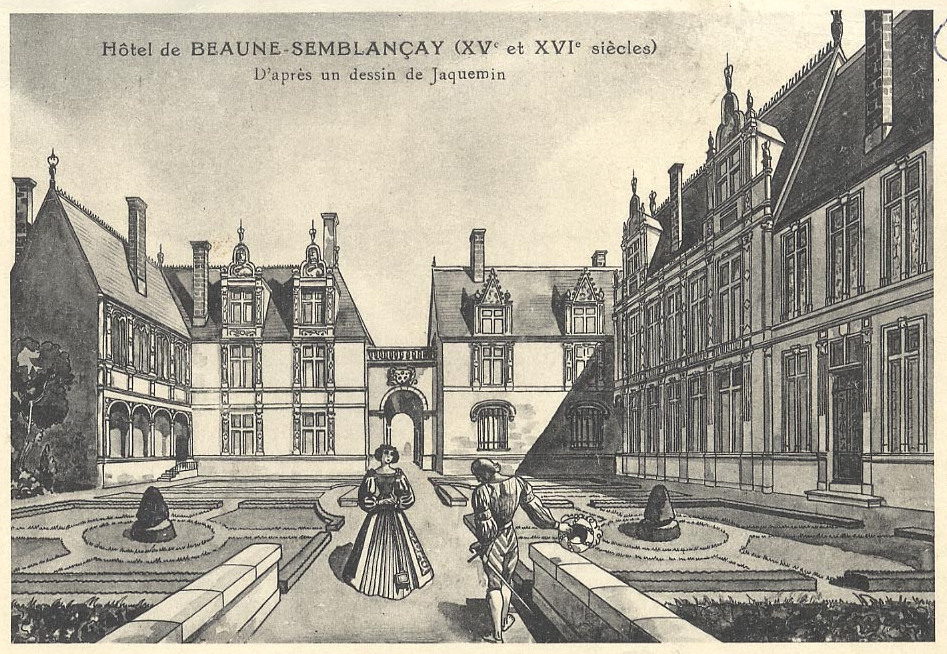
Vue perspective du jardin de l'hôtel de Beaune-Semblançay, d'après un dessin de Jacquemin.

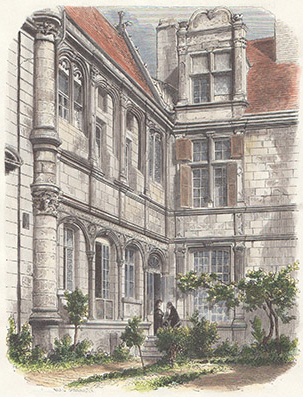

C'est encore Jacques de Beaune qui réalise l'unité de l'ensemble de l'hôtel en faisant construire, entre 1518 et 1525, divers bâtiments reliant les corps de logis déjà existants :
- au nord, une grande galerie relie le logis de Jacques de Beaune au logis de Dunois ;
- à l'ouest, un pavillon en prolongement du logis de Jacques de Beaune ;
- au sud, une galerie surmontée d'une chapelle reliées au nouveau pavillon de l'aile ouest.

Ainsi constitué en une cinquantaine d'années, l'hôtel de Beaune-Semblançay affecte la forme d'un « U » ouvert à l'est. En 1511, après avoir offert une belle fontaine de marbre à la ville, installée Carroi de Beaune, Jacques de Beaune obtient le raccordement de son hôtel particulier aux canalisations d'eau de la ville que Pierre de Valence est en train d'aménager.

### Quatre siècles entre morcellements et reconstitutions
Au terme d'un procès tenu le 27 janvier 1525, Jacques de Beaune est reconnu créancier de François Ier. Il est pendu, ses biens sont saisis et morcelés et, parmi eux, son hôtel de Tours. Il est alors acquis par Laurent Le Blanc, seigneur de La Vallière, Astremoine Dubois, seigneur de Marray, et François Auré, probablement pour les héritiers de Beaune qui conservent le bien dans leur patrimoine jusqu'à sa revente en 1634.
Entre 1634 et 1676, les jésuites rachètent l'hôtel pièce par pièce, le reconstituent et l'agrandissent pour y installer leur collège ; ils construisent notamment, dans l'aile sud, une église qui sera détruite en 1940.
Lorsqu'ils en sont expulsés en 1762, ce sont les oratoriens qui rachètent les bâtiments. Converti en presbytère et sacristie pour l'église Saint-François-de-Paule devenue église paroissiale, avant de redevenir privé entre les mains de M. Loiseau qui réalise d'importantes restaurations.
Au XIXe siècle, après la tourmente révolutionnaire, alors que l'église a été vendue comme bien national en 1796, l'hôtel est à nouveau morcelé et en partie mutilé par certains propriétaires de lots.

### La Seconde Guerre mondiale
Le matin du 19 juin 1940, l'offensive allemande en France amène les troupes ennemies en vue de Tours. Des pièces d’artillerie allemandes sont installées sur les coteaux de la rive nord de la Loire, face à Tours. Les tirs de balles traçantes mettent le feu à de nombreux bâtiments proche de la Loire ; un violent vent de nord-est propage l’incendie en profondeur dans la ville. Des ruptures de canalisations de gaz aggravèrent la situation. Les ponts sur la Loire étant également coupés, et avec eux les canalisations d'eau alimentant Tours, il est impossible de lutter contre le sinistre qui dévorera toute la partie de Tours située au nord des rues de la Scellerie et Néricault-Destouches. On ne viendra à bout du brasier que le 22 juin dans la soirée. Le feu aura détruit au total plus de 12 hectares d’immeubles, 24 bâtiments municipaux et fait au moins 9 000 sans-abris.
Dans le périmètre de l'incendie se trouvent les vestiges de l'hôtel de Beaune-Semblançay. Le déblaiement des ruines accumulées dans ce quartier de Tours après les destructions de juin 1940 permet de les mettre au jour, de les dégager des constructions qui les englobaient et d'envisager leur restauration sous l'impulsion de la Société archéologique de Touraine et de Jean Massiet du Biest, lorsque les urgences du relogement des sinistrés auront été réglées.

## Vestiges
L'aile ouest de l'hôtel a entièrement disparu ; fortement endommagée pendant la Seconde Guerre mondiale, il a été décidé de l'abattre totalement ainsi que l'escalier Renaissance qui reliait l'aile ouest à l'aile nord.
L'aile sud subsiste sous forme d'une galerie à colonnes ioniques qui supporte à l'étage supérieur la chapelle de l'hôtel (disposition assez inhabituelle) ; la façade ainsi constituée est décorée de frises.
De l'aile nord ne subsiste aujourd'hui que la façade sud de la galerie à un étage et à cinq travées qui reliait le logis de Jean de Beaune (au nord-est) à celui de Jacques de Beaune (à l'ouest), ornée de pilastres décorées de losanges incrustés d'ardoise et dont l'un porte le millésime 1518 attestant de sa date de construction. Cette façade, maintenant isolée, constitue le vestige le plus impressionnant dans l'hôtel.

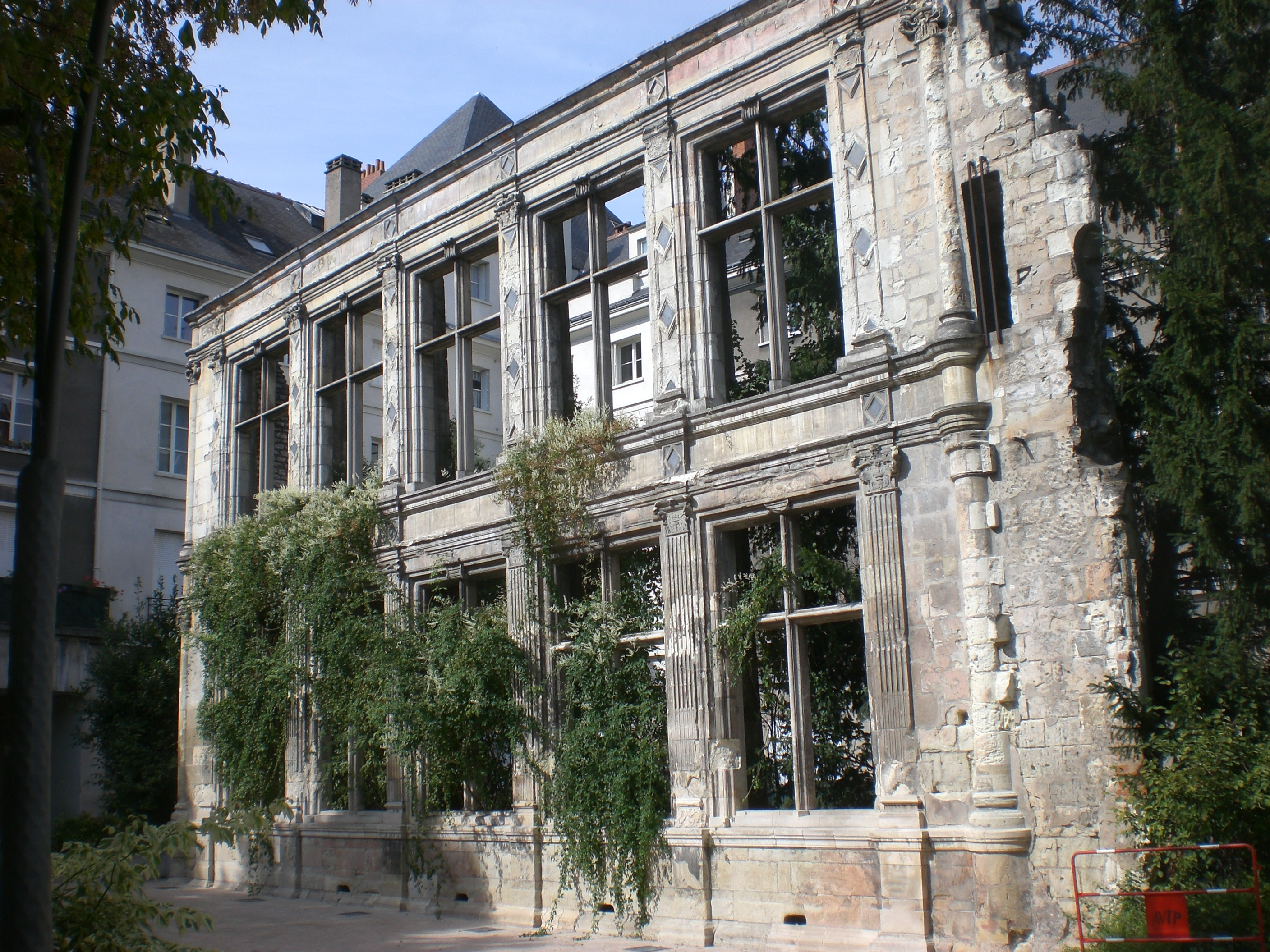
Galerie de l'aile nord.
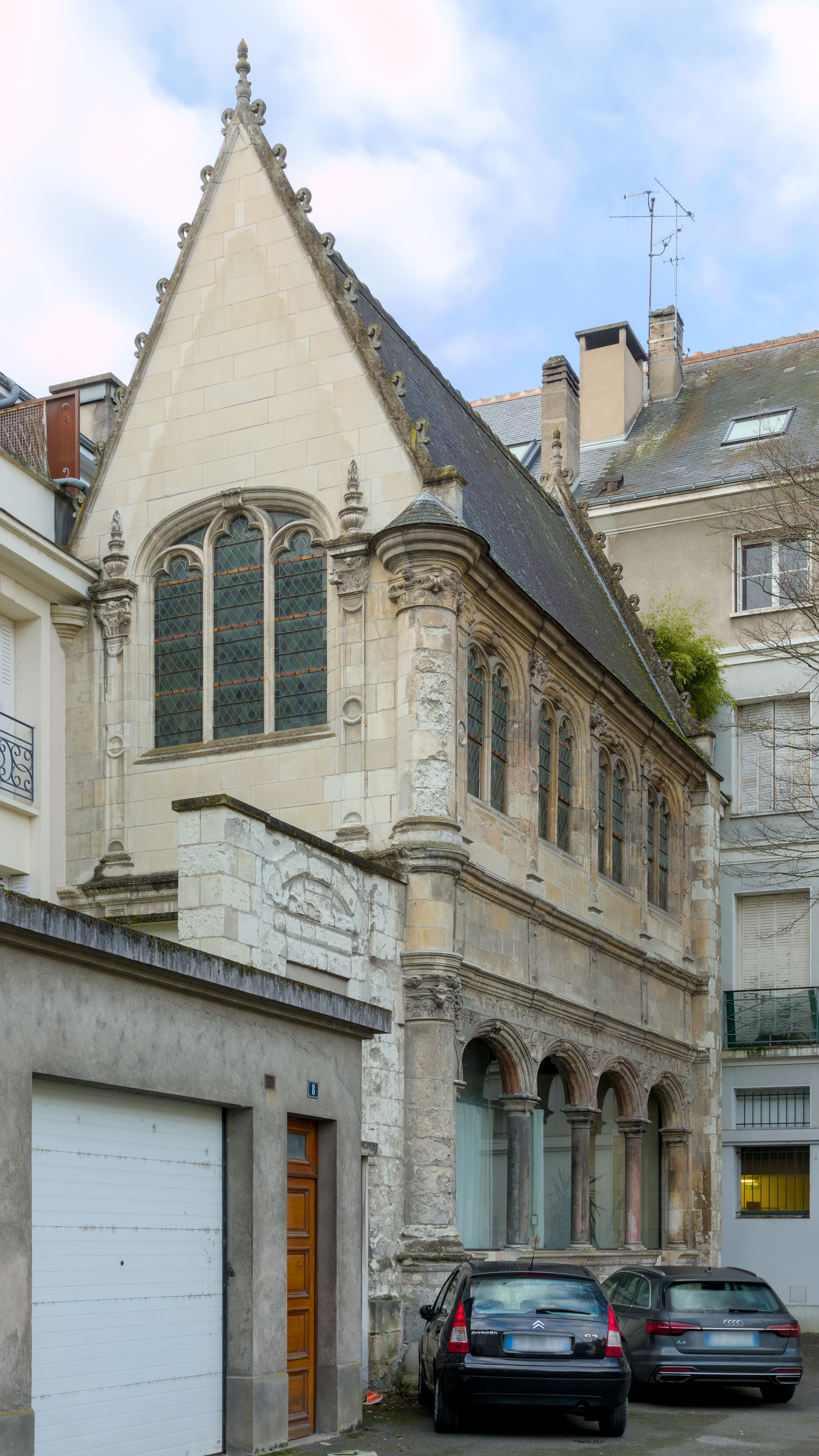
Galerie et chapelle de l'aile sud.